# Бехрус Кадын-эфенди
Бехру́с Кады́н-эфе́нди (тур. Behrus Kadınefendi) или Бехрузе́-ханы́м (тур. Behruze Hanım; 24 мая 1903, Измит, Османская империя — 1955, Стамбул, Турция) — член гарема (жена или казначей) последнего халифа Османской империи Абдул-Меджида II.

## Имя
Различные источники приводят разные варианты имени последней жены Абдул-Меджида II: турецкий историк Недждет Сакаоглу в своей книге Bu mülkün kadın sultanları называет её «Бехру́с» и «Бихру́з»; мемуарист Харун Ачба в своей книге «Жёны султанов: 1839—1924» даёт ей имена «Бехрузе́» и «Бихру́з», а Энтони Алдерсон в своей работе «Структура Османской династии» — «Бехру́с». Кроме того, Сакаоглу указывает в качестве титула Бехрус «кадын-эфенди», а Ачба — «ханым»; такое разночтение в титулах произошло из-за неясности положения Бехрус в гареме Абдул-Меджида.

## Биография
Бехрус родилась 24 мая 1903 года в абазинской семье в Измите. Никаких других данных о происхождении Бехрус нет.
Сакаоглу и Алдерсон указывают, что 21 марта 1921 года Бехрус вошла в гарем наследника Абдул-Меджида II в качестве его четвёртой жены; Бехрус на тот момент было 19 лет, Абдул-Меджиду 53 года. Брак оставался бездетным. Однако Харун Ачба пишет, что Бехрус никогда не была женой султана: Айше-султан, описывая смерть Абдул-Меджида в своих мемуарах, называет её «Бихруз-ханым, хазнедар (казначей) халифа». Как считает Ачба, между Абдул-Меджидом и Бехрус никогда не было отношений мужа и жены — она так и осталась его слугой до конца жизни.
К 1922 году политическая обстановка в стране накалилась до предела. 1 ноября 1922 года Великое национальное собрание Турции в Анкаре постановило разделить султанат и халифат и упразднить первый, чтобы положить конец правительству в Стамбуле. 19 (по другим данным — 18) ноября 1922 года Великое национальное собрание Турции избрало Абдул-Меджида халифом, как наиболее достойного этого титула. Семья и приближённые халифа перебрались в бывший султанский дворец Долмабахче. Однако уже 29 октября 1923 года Османское государство прекратило своё существование, а на смену ему пришла Турецкая Республика, и необходимость в халифате отпала. 3 марта 1924 года был издан закон № 431, согласно которому все прямые члены династии Османов изгонялись из страны. Бехрус последовала за бывшим халифом. В тот же вечер Абдул-Меджид с детьми, жёнами и ближайшим окружением автомобилями был доставлен к поезду в Чаталдже. Семье бывшего халифа были предоставлены от правительства 2000 фунтов, швейцарские визы и номера в одном из альпийских отелей.
Бехрус следовала за Абдул-Меджидом до самой его смерти, наступившей в 1944 году. 4 года спустя она смогла вернуться в Турцию и поселилась в Стамбуле, где и скончалась в 1955 году.